# Conrad Bade
Pour les articles homonymes, voir Bade et Badius.
 (novembre 2019).
Si vous disposez d'ouvrages ou d'articles de référence ou si vous connaissez des sites web de qualité traitant du thème abordé ici, merci de compléter l'article en donnant les références utiles à sa vérifiabilité et en les liant à la section « Notes et références ».
Conrad Bade ou Conradus Badius (1525, Paris - octobre 1562, Orléans) est un imprimeur français.

## Biographie
Il est le fils de Josse Bade. Il est le beau-frère de Robert Estienne, époux de sa sœur Perrette Bade, avec qui il publia de nombreux ouvrages. Il est aussi le beau-frère de Michel Vascosan. Il est l'oncle d'Henri Estienne, fils de Robert Estienne.
Protestant, il se réfugie à Genève en 1549, comme son ami Théodore de Bèze, un an auparavant. Le 17 juin 1550, il en est déclaré « habitant ». Il fait la connaissance de Calvin lors d'un séjour à Bâle, ainsi que de celle de Mélanchthon et de Jean Sturm. Il est probablement lié à Laurent de Normandie, « le plus grand « industriel du livre » de la ville de Calvin ».
En 1559, il obtient du Conseil l'autorisation d'imprimer les Satyres de la cuisine papale. Cet ouvrage serait non pas de Badius lui-même, mais de Théodore de Bèze. Il est mis en prison pour avoir anticipé la réponse.
Revenu de Genève après l'édit de janvier 1562, il meurt de la peste à Orléans.

## Œuvres
- Chant de victoire, chanté à Jésus-Christ, en vers latins par M. Jehan Calvin, l'an MDXLI, le premier jour de janvier, à la diète qui pour lors se tenoit à Wormes. 1555. Traduction.
- Alcoran des Cordeliers tant en latin qu'en françois ; c'est-à-dire, la mer des blasphemes et mensonges de cest idole stigmatizé, qu'on appelle S. François ; recueilli par le Docteur M[artin] Luther, du livre des Conformitez de ce beau S. François, Genève, 1556. Traduction.
- Ce qui a esté proposé par Th. de Bèze [...] à Poissy le neuvième jour de septembre 1561, s.l., 40 pages (in-4°)
- Comédie du pape malade et tirant à la fin (1561),  éd. E. Balmas (introduction) et M. Barsi, Théâtre français de la Renaissance, La comédie à l'époque d'Henri II et de Charles IX, Paris-Florence, PUF-Olschki, 1995, Première série, volume 7 (1561-1568), p. 179-273.